# Вершинин, Александр Антонович
Александр Антонович Вершинин (25 ноября 1941 — 07 августа 1993) — российский ученый в области экономики и организации сельского хозяйства, академик РАСХН (1993).

## Биография
Родился в с. Троицк Карасукского района (с 1944 года перешедшего в состав Новосибирской области). Окончил Новосибирский СХИ (1965).
- 1962-1976 инженер, старший инженер, главный инженер (1962—1970), директор (1970—1976) Западно-Сибирской зональной нормативно-исследовательской станции.
- 1976—1979 заместитель директора зонального Центра научной организации труда и производства.
- 1979—1980 учёный секретарь Президиума Сибирского отделения ВАСХНИЛ.
- 1981—1985 заведующий сектором по науке (1980—1981), заместитель заведующего отделом сельского хозяйства и пищевой промышленности (1980—1985) Новосибирского обкома КПСС.
- 1985—1987 директор Сибирского НИИ экономики сельского хозяйства.
- 1987—1989 инструктор аграрного отдела ЦК КПСС.
- 1989—1993 первый заместитель председателя Президиума Сибирского отделения ВАСХНИЛ (РАСХН), одновременно заведующий сектором экономического механизма научно-технического прогресса Центра информационно-вычислительного обеспечения СО РАСХН, профессор Новосибирского регионального института переподготовки и повышения квалификации руководящих кадров и специалистов АПК.

Доктор экономических наук (1992), профессор (1989), академик РАСХН (1993).
Награждён двумя медалями. Автор (соавтор) 70 научных трудов, в том числе 4 книг.
Сочинения:
- Аграрная реформа: Переход к рыноч. отношениям. — Новосибирск: Наука. Сиб. отд-ние, 1991. — 134 с.